# Září 2006
1. září – pátek
 Ostravský krajský soud uložil uprchlému Radovanu Krejčířovi třímilionovou pokutu a trest odnětí svobody na 6,5 roku nepodmíněně za trestný čin podvodu. Krejčířův advokát Tomáš Sokol podal proti rozsudku odvolání.
 Po havárii při přistávání letadla Tupolev Tu-154 ruské výroby letecké společnosti Iran AirTour zemřelo přibližně 30 cestujících ze 147. Stroji během přistání praskla pneumatika. Letadlo začalo po dosednutí na zem hořet.
2. září – sobota
 Česká zbrojovka Aero Vodochody v Brně uzavřela smlouvu s italskou leteckou společností Alenia Aeronautica, podle níž by pro ni měla od října začít vyrábět část transportního letadla C-27J Spartan. Podle předsedy představenstva Aera Vodochody realizace uvedeného programu vytvoří ve firmě 150 nových pracovních míst.
 V afghánské provincii Kandahár se zřítilo transportní letadlo severoatlantické aliance. Při nehodě, jejíž příčinou byla pravděpodobně technická závada, zemřelo 14 britských vojáků.
3. září – neděle
 Ruská policie zakročila na moskevském Lubjanském náměstí poblíž sídla FSB proti nepovolené vzpomínkové akci u příležitosti druhého výročí tragédie v beslanské škole. Účastníci manifestace činili vládu a FSB zodpovědnou za mrtvé při – podle jejich názoru – nepovedené záchranné akci v Beslanu. Několik demonstrantů bylo zbito a deset zadrženo. Policisté zabránili dalšímu pokračování manifestace.
Evropská kosmická sonda SMART-1 ukončila svůj tříletý let dopadem na povrch Měsíce. Evropská kosmická agentura (ESA) řídila uměle její dopad tak, aby měli vědci možnost konec jejího letu pozorovat a použít získaných dat pro určení geologického složení měsíční horniny v místě nárazu při rychlosti sondy přibližně 2 km/s.
 Irácké oficiální zpravodajství oznámilo, že armádní síly zatkly druhého nejvyššího muže irácké teroristické organizace al-Káida Hamída Džumu Faríse Suajdíhoa.
4. září – pondělí
 Ve francouzském Toulouse se uskutečnil první zkušební let obřího dopravního letadla Airbus A380 se 474 lidmi na palubě. Po zavedení do sériové výroby bude tento stroj největším dopravním letadlem na světě s běžnou kapacitou 550 pasažérů s možností kapacitu rozšířit až na 800 míst.
 Prezident Václav Klaus jmenoval menšinovou vládu v čele s Mirkem Topolánkem. Kabinet má celkem 9 ministrů z ODS a 6 nestraníků.
5. září – úterý
 Po 15 letech plánování a procesů se dnes v Berlíně započalo s rozšířením Letiště Berlín-Schönefeld.
6. září – středa
 Izrael v 18 hodin místního času po řadě výzev a naléhání ukončil vzdušnou a námořní blokádu Libanonu. Skutečné ukončení námořní blokády však začne až v okamžiku, libanonské pobřeží začnou střežit francouzské, italské, řecké a později také německé lodě. Izraelské vojáky, kteří zajišťovali libanonské přístavy a letiště, nahradí příslušníci jednotek OSN.
 Dánské bezpečnostní síly při rozsáhlé protiteroristické operaci ve městě Vollsmose na předměstí Odense zadrželi skupinu mužů podezřelých z přípravy teroristických útoků. Podezřelí byli sledováni tajnou službou po delší dobu a byli zadrženi až poté, co si opatřili materiál k výrobě náloží. Stalo se tak v situaci, kdy existují obavy, že by teroristé mohli zaútočit na Dánsko pro jeho aktivní roli ve válce proti terorismu nebo i kvůli k známé kauze karikatur proroka Mohameda. Podrobnosti ohledně cíle však nebyly zveřejněny.
7. září – čtvrtek
 Irácké ozbrojené síly oficiálně převzaly od spojeneckých vojsk vrchní velení nad iráckou armádou v síle si 115 000 mužů.
 Ve Vlámsku, v Belgii bylo zatčeno asi 20 příslušníků krajní pravice pro podezření, že připravovali atentáty. Tamní policie neví o žádné konkrétní připravované akci, ale u zadržených byly zajištěny mimo jiné střelné zbraně a výbušniny. Mnozí zadržení byli vojáci.
9. září – sobota
 Z mysu Canaveral odstartoval raketoplán Atlantis na misi STS-115. Tento start byl v minulosti z technických důvodů 4× odložen. Na palubě je celkem 6 astronautů a základním úkolem mise je doprava nového materiálu na dostavbu Mezinárodní vesmírné stanice ISS.
 Autobusovou dopravu dotovanou Ústeckým krajem začalo přebírat ve formě linkové a dočasně i příležitostné dopravy šest nových dopravců. Původnímu dominantnímu dopravci Dopravnímu podniku Ústeckého kraje a. s. i jedinému vítězi květnových výběrových koncesních řízení ČSAD Česká Lípa a. s. kraj smlouvy předtím vypověděl.
 Při 39. ročníku závodu veteránů do vrchu na trase Zbraslav – Jíloviště došlo k nehodě, při které vůz značky Cadillac z roku 1927 vjel do zahrady rodinného domku, kde těžce zranil 31letou těhotnou ženu.
 Zemětřesení o síle 4,4 stupně Richterovy škály zasáhlo Izrael a Západní břeh Jordánu. Nikdo nebyl zraněn.
10. září – neděle
 Občané Černé Hory poprvé zvolí 81 zástupců do vlastního parlamentu. Zároveň probíhají i komunální volby. Absolutní většinu získala Koalice pro evropskou Černou Horu současného premiéra Mila Đukanoviće.
11. září – pondělí
Lidé na celém světě si připomněli páté výročí útoků na World Trade Center.
 Švýcarský nejvyšší federální soud zamítl odvolání České republiky v soudním sporu s japonskou bankou Nomura, ohledně investic do banky IPB. Soudní rozhodnutí z března letošního roku vyznělo v tom smyslu, že ČR nedostatečně chránila investici japonské banky do IPB a náš stát tak může hradit vzniklé škody až ve výši 40 miliard Kč.
12. září – úterý
 Při nehodě ruského armádního vrtulníku Mi-8 zahynuli 3 generálové a dalších 9 důstojníků ruské armády. K tragické nehodě došlo patrně vlivem nepříznivých povětrnostních podmínek v oblasti vojenských manévrů na území Severní Osetie, Ingušska a Čečenska.
 V jihojemenském městě Ibb přišlo o život nejméně 42 lidí a dalších 80 bylo zraněno v tlačenici na místním stadionu při předvolebním shromáždění na podporu prezidenta Alího Abdalláha Sáliha. Zmatek a tlačenice údajně vznikly, když se shromáždilo až 150 000 prezidentových přívrženců při špatně organizovaném příchodu a odchodu lidí z místa demonstrace.
 Prudké boje mezi vládními vojsky a tamilskými separatisty na severu Srí Lanky si během uplynulého týdne vyžádaly 185 mrtvých na obou stranách fronty.
13. září – středa
Největší trpasličí planeta Sluneční soustavy, dosud známá jako 2003 UB313 (planetka), byla pojmenována jako Eris, její měsíc nese název Dysnomia.
 Kosmonauti z raketoplánu Atlantis, Heidemarie Stefanyshynová-Piperová a Joe Tanner, poprvé vystoupili do vesmírného prostoru. Cílem jejich více než šestihodinového pobytu mimo Mezinárodní vesmírnou stanici ISS je nainstalovat kabely, které zajistí elektronickou a termoregulační kontrolu dvou solárních kolektorů pro zásobování stanice energií.
 Při střelbě v Dawson College v Montrealu nejméně jedna osoba zemřela a 20 osob bylo zraněno, z toho 6 kriticky. Útočník byl při zásahu policie zabit.
15. září – pátek
 Papež Benedikt XVI. pobouřil muslimský svět, když ve své přednášce na univerzitě v německém Řezně citoval slova byzantského císaře Manuela II. Paleologa o islámském proroku Mohamedovi. Citát zní: „Ukažte mi, co Mohamed přinesl nového, a uvidíte, že jsou to samé špatné, nelidské věci, jako příkaz šířit jeho víru mečem.“ Po velmi bouřlivých reakcích prakticky všech islámských zemí papež v neděli 17. září vyjádřil smutek nad těmito reakcemi a zdůraznil, že neměl v úmyslu dotknout se citů nebo víry muslimů – že pouze v rámci přednášky citoval historický text, který nevyjadřuje jeho osobní názory.
 Prezidenti zemí Visegrádské čtyřky (ČR, Slovensko, Polsko a Maďarsko) se setkali na zámku v Lánech, aby zhodnotili výsledky patnáctileté existence této skupiny a dohodli se na prioritách regionu v dalším období.
17. září – neděle
 Nigerijské vládní letadlo Dornier 228 havarovalo v Benue (střední Nigérie). Zemřelo přitom minimálně 17 osob, vesměs významných armádních velitelů.
 Voliči ve Švédsku rozhodli v parlamentních volbách o obsazení 349 křesel ve sněmovně. Zvítězil pravicový blok Alliance o dvě procenta před vládní sociální demokracií.
 Referenda o nezávislosti Podněsterska se zúčastnilo 59 % voličů. Byla tak překonána padesátiprocentní hranice nutná pro platnost referenda. Pro nezávislost se vyjádřilo 97,1 % voličů. Západní země i Moldavsko odmítly referendum jako nelegitimní. Stejný názor vyjádřily i OBSE a EU.
 V ranních hodinách havaroval v dolnorakouském okrese Gmünd český autobus převážející klienty a zaměstnance Ústavu sociální péče ve Stodě na Plzeňsku z pobytu v Chorvatsku. Čtyři osoby na místě zemřely, 45 lidí bylo zraněno.
18. září – pondělí
 Z ruského kosmodromu Bajkonur v Kazachstánu odstartoval v 06.08 SELČ Sojuz TMA-9 se dvěma členy 14. základní posádky Mezinárodní vesmírné stanice a první vesmírnou turistkou Anúší Ansáríovou.
 Preference podle Factum Invenio: ODS 36,3 %, ČSSD 32 %, KSČM 13,7 %, SZ 7,3 %, KDU-ČSL 6,5 %.
 Bývalý místopředseda ODS Miroslav Macek dostal za svůj pohlavek Davidu Rathovi od MČ Praha 2 pokutu ve výši 3 000 Kč. Jednání bylo kvalifikováno jako přestupek a potrestaný se neodvolal.
 Bývalý ředitel Technických služeb Havířov Pavel Slíva zastřelil v Ostravě advokátku Ivanu Kabzanovou, poté v Havířově náměstka primátorky Martina Balšána a pak spáchal sebevraždu. Pravděpodobně v souvislosti s akciemi Technických služeb.
19. září – úterý
 V Thajsku právě probíhá vojenský puč namířený především proti současné vládě premiéra Tchaksina Šinavatry, který je spojován s korupčními aférami a nespuštěnými ekonomickými reformami. Zatím nejsou hlášeny žádné ozbrojené střety. Armáda a někteří policisté, které vede revoluční výbor, vyhlásili věrnost králi. Premiér bude až do čtvrtka v USA na valném shromáždění OSN.
 V Budapešti již třetím dnem pokračovaly násilné protivládní demonstrace kvůli tajné nahrávce, na které premiér přiznává lhaní a nečinnost vlády. Přes 150 lidí bylo doposud zraněno, hmotné škody zatím nebyly vyčísleny.
 Liptál byl vyhlášen Vesnicí roku 2006.
20. září – středa
 Vojenský převrat v Thajsku proběhl bez větších násilností a thajský král Pchúmipchon Adunjadét jmenoval vůdce povstání, generála Sontiho Búnjaratkalina, do čela prozatímní vlády. Bývalý premiér Tchaksin Šinavatra se patrně již nevrátí z USA, kde byl v době vypuknutí puče na oficiální návštěvě. Parlamentní volby by se v Thajsku měly uskutečnit po schválení nové ústavy v časovém horizontu přibližně jednoho roku.
 V maďarské metropoli Budapešti došlo k dalším pouličním bojům demonstrantů s policií, když se účastníci původně pokojné demonstrace za odstoupení současné vlády premiéra Ference Gyurcsánye vydali k sídlu vlády a byli zastaveni policejními kordony. Lokální potyčky pokračovaly až do rána, hořela auta, zranění jsou na straně demonstrantů i policie, mnoho lidí bylo zatčeno. Kvůli falešnému bombovému poplachu bylo vyklizeno studio maďarské soukromé televize HÍR TV v době, kdy zde měl vystoupit bývalý premiér a opoziční vůdce Viktor Orbán.
21. září – čtvrtek
 Raketoplán Atlantis úspěšně přistál po 12 dnech pobytu na oběžné dráze kolem Země na Floridě. Návrat byl proti původnímu plánu zdržen o více než den z důvodu špatného počasí v místě přistání a kvůli podezření, že se z raketoplánu oddělily nějaké součástky, které se pohybují v jeho blízkosti.
22. září – pátek
 Gambijský prezident Yahya Jammeh potvrdil svůj mandát i pro třetí volební období ziskem 67,3 % hlasů.
 Na německé testovací trati došlo nedaleko Lingenu k tragické nehodě rychlovlaku Transrapid, při které zahynulo 23 lidí a více než 10 bylo zraněno. Příčinou byla srážka experimentálního magnetického rychlovlaku s – na trati zřejmě zapomenutým – dílenským vozem.
23. září – sobota
 V Praze vyhlásil ministr vnitra Ivan Langer zvýšená bezpečnostní opatření kvůli hrozbě teroristického útoku. Ta je dávána do souvislosti s židovským svátkem Nového roku, zvaným Roš hašana. Centrum Prahy po celý den střeží vojáci a policisté se samopaly, probíhají zpřísněné kontroly na letišti, nádražích či hypermarketech. Během dne i následující neděle bylo zaznamenáno několik falešných hlášení uložení bomby např. v metru nebo v hotelu.
 Minimálně 170 lidí zahynulo a 375 000 dalších zůstalo bez střechy nad hlavou po mohutných bouřích a lijácích ve východní Indii a v Bangladéši, které v týdnu zasáhly oblast Bengálského zálivu. V Bangladéši došlo k obětem především v řadách rybářů, kteří nebyli včas varováni a bouře je zastihla na moři.
25. září – pondělí
 Papež Benedikt XVI. pozval na krátkou schůzku vyslance 21 islámských států, kde zdůraznil svůj hluboký respekt ke všem muslimům s cílem zmírnit napětí mezi muslimy a křesťany, které vzniklo po jeho projevu na univerzitě v Řezně.
 Prezident Severního Kypru schválil novou vládu, kterou povede dosavadní premiér Ferdi Sabit Soyer.
 Svaz islámských soudů obsadil jihosomálský přístav Kismaayo.
26. září – úterý
 Japonská vláda má nového premiéra, kterým se po schválení parlamentem stal Šinzó Abe z lidově-demokratické strany. Ve funkci vystřídal bývalého premiéra Džuničiró Koizumiho, jehož vláda podala před hlasováním parlamentu demisi.
 Evropská komise oznámila, že Rumunsko a Bulharsko jsou připraveny ke vstupu do Evropské unie k 1. lednu 2007.
27. září – středa
 Ústavní soud zrušil některá ustanovení zákona o neziskových nemocnicích, které podle jeho názoru byly v rozporu s Ústavou.
28. září – čtvrtek
Severoatlantická aliance rozhodla o posílení své přítomnosti v Afghánistánu. Shodli se na tom ministři obrany členských zemí ve slovinském Portoroži. Mimo jiné aliance převezme velení nad více než 10 000 americkými vojáky.
 Zemětřesení o síle 7 stupňů Richterovy škály postihlo oblast poblíž ostrova Samoa v jižním Tichém oceánu. Otřesy půdy vyvolaly mírné tsunami.
29. září – pátek
 Čtyři zatčení důstojníci ruské rozvědky byli v gruzínském Tbilisi obviněni ze špionáže a po středečním zatčení zůstávají nadále ve vazbě. Napětí mezi Gruzií a Ruskem poté značně eskalovalo, Rusko stahuje z Tbilisi všechny své diplomaty a naopak pozastavuje odsun svých vojenských jednotek z gruzínského území.
30. září – sobota
 Záchranáři ohlásili nález vraku letadla Boeing 737, které se s 155 lidmi na palubě zmizelo v pátek nad brazilskými amazonskými pralesy. Příčinou katastrofy je patrně srážka s malým dopravním letadlem Legacy, kterému se však i s poškozeným křídlem podařilo přistát.